# Mátévölgye
Mátévölgye (románul: Padina Matei) egy falu Romániában, a Bánságban, Krassó-Szörény megyében.

## Fekvése
Újmoldovától északkeletre fekvő település.

## Története
Mátévölgye nevét 1804-ben említette először oklevél Padina Matje néven. 1828-ban Padinamatej, 1888-ban Padina-Máté (Mathei-Padina, Padinamatei), 1913-ban Mátévölgye néven említették.
1851-ben Fényes Elek írta a településről: „Padinamatei... bányahelység, Krassó vármegyében, 287 óhitü lakossal.”
A trianoni békeszerződés előtt Krassó-Szörény vármegye Újmoldovai járásához tartozott.
1910-ben 799 görög keleti ortodox lakosa volt, melyből 798 román volt.